# Adobe Photoshop
Az Adobe Photoshop egy képszerkesztő és fényképfeldolgozó szoftver, fejlesztője az Adobe Systems. Első verziója, a 0.63-as 1988 októberében jelent meg Macintoshra.

## Adobe Photoshop
A rasztergrafikus kép képpontokból (pixelekből) áll, és az állományok a kép minden egyes képpontjának színét eltárolják. A rasztergrafika az emberi szem azon tulajdonságát használja ki, hogy bizonyos méret alatt az ember nem látja a pontokat, hanem folytonos színes felületeket lát. A rasztergrafika legnagyobb előnye, hogy oly módon alkalmas a valósághű képek ábrázolására, hogy azok elkészítése nem igényel olyan hosszú időt, mint egy festményé.
E tárolási és feldolgozási mód további előnye, hogy minden egyes képpont külön szerkeszthető, így fényképek feldolgozására, retusálására kiválóan használható. Hátránya viszont az, hogy ezek a képek sokkal nagyobb lemezterületet foglalnak és a számítógép memóriájának méretével szemben is igényesebbek, ill. a képek minőségromlás nélkül nem nagyíthatók.
A rasztergrafikus programok közé tartozik az Adobe Systems cég Photoshop programja, amely egyfajta etalon a képfeldolgozással és grafikával foglalkozók körében. Ezzel a szoftverrel szinte mindenféle képfeldolgozással kapcsolatos probléma megoldható. A programban korábban többféle újítás jelent meg, amelyet előbb vagy utóbb a konkurens programok fejlesztői is átvettek. Ezek közé tartozik a rétegek (angolul layer) kezelése (amikor a kép jellemző részeit különböző rétegekre – fóliákra – helyezik, és rétegenként módosítják), vagy a beépülő segédprogramok, azaz a „plug-in”-ek használata (ezek egy külön könyvtárban elhelyezkedő, esetleg más fejlesztőtől származó, speciális funkciójú fájlok, külön programok, amelyek betöltés után beépülnek a Photoshop program menürendszerébe).
A képek rétegenkénti kezelése azért előnyös, mert a rétegekre helyezett objektumok a kép más rétegeinek módosítása nélkül változtathatók meg, tartalmuk önállóan mozgatható. A rétegek átlátszóvá tehetők, közöttük különféle csoportosítási és egyéb műveletek végezhetők, sorrendjük variálható, rajtuk külön-külön más grafikus szűrő alkalmazható stb.
A Photoshop ma a nyomdai előkészítés és képfeldolgozás legelterjedtebb programja, tudása miatt is a professzionális fotósok, webdesignerek, filmes utómunkával foglalkozó szakemberek megbecsült eszköze.
A CS3 verziótól kezdve két változatban kerül forgalomba: Standard és Extended. Utóbbi a Standard verzió minden szolgáltatásán kívül fejlett eszközöket tartalmaz 3D modellezéshez és mozgó képek szerkesztéséhez.
A Standard verziót fotósok, webes szakemberek és amatőr felhasználók, míg az Extended bővített kiadást filmesek, mérnökök és egészségügyi dolgozók számára ajánlja a gyártó.

### Példa

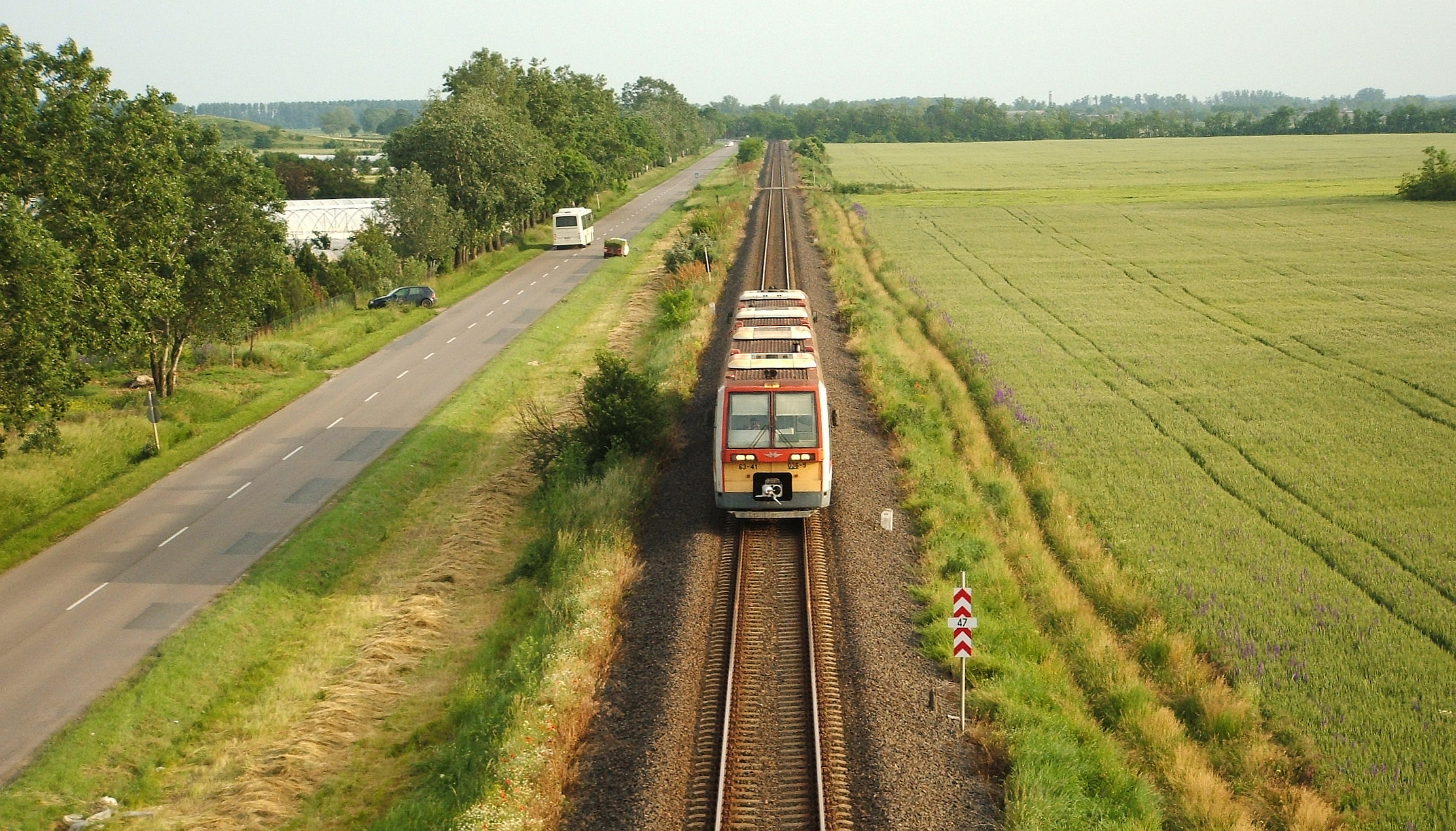
Eredeti kép
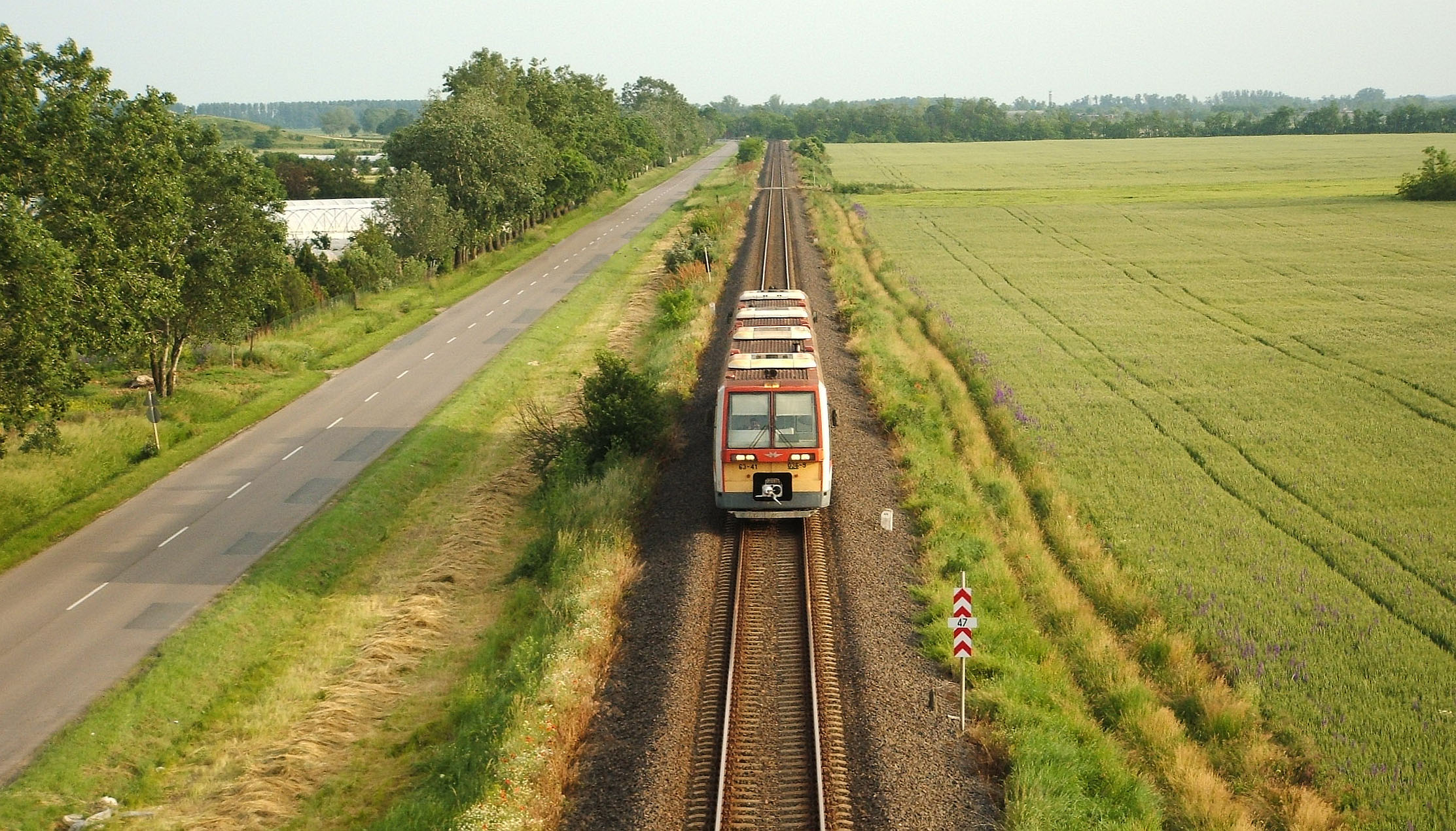
Az országútról kiretusálták a járműveket
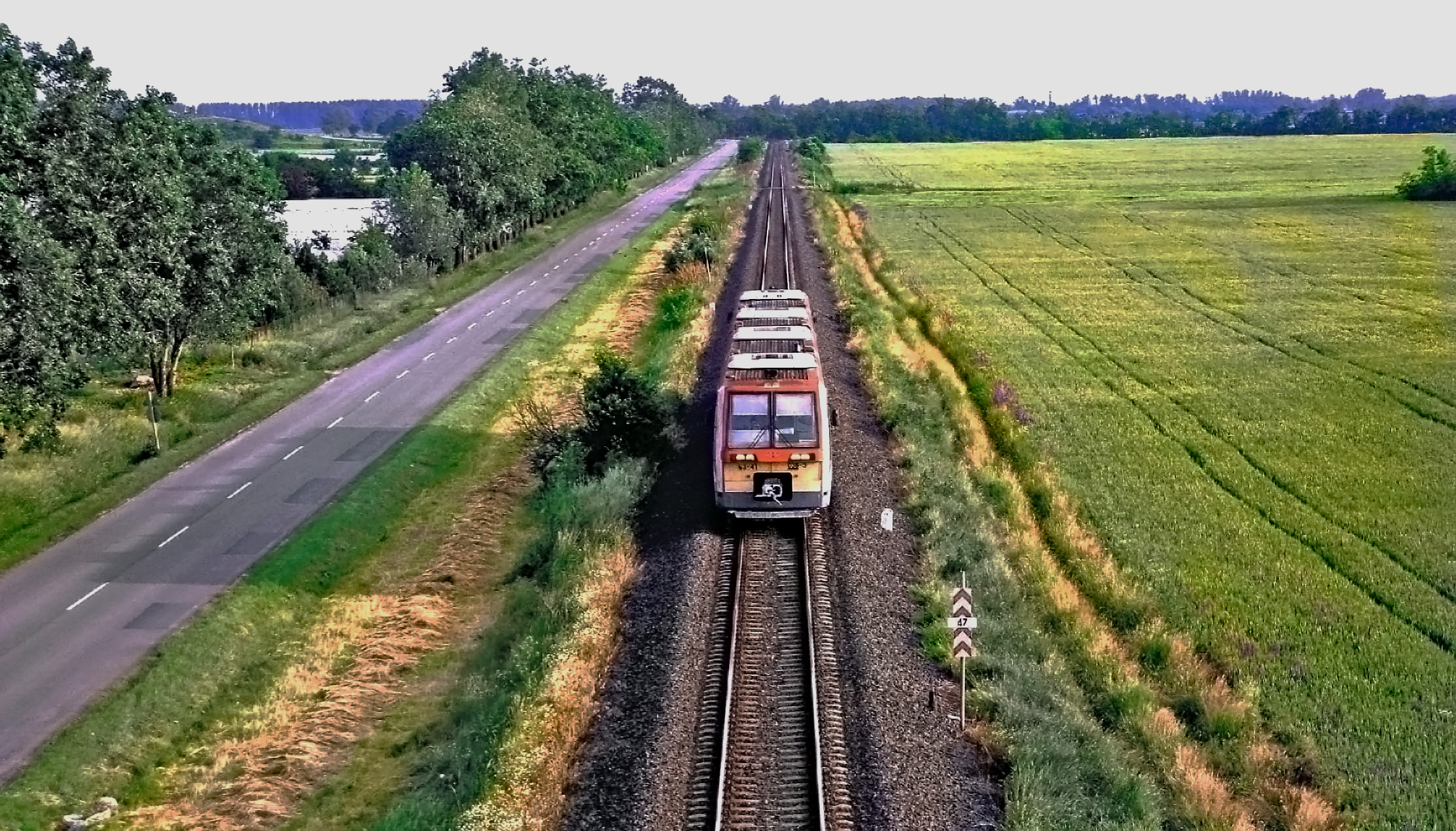
Nagyobb kontraszt

## A Photoshop története
A program alapötlete két testvér, John és Thomas Knoll nevéhez fűződik. Fotózásért rajongó édesapjuk volt az Apple II számítógép egyik első tulajdonosa – ezzel együtt volt a programot meghatározó, két fő komponens. 1987-ben, mialatt Thomas a képfeldolgozás doktori fokozatának megszerzésére készült, John az ismert filmrendező, George Lucas cégénél, az Industrial Light & Magic-nél dolgozott. Thomast bosszantotta, hogy Apple Mac Plus gépe képtelen volt megjeleníteni a szürkeárnyalatos képeket, ezért elhatározta, hogy saját kódot ír. Testvérével együttműködve készítették el programjukat, melynek a Display nevet adták. 1988-ban a szoftver nevét ImagePro-ra változtatták, majd házalni kezdtek vele a nagyobb szoftvercégeknél. Először nem találtak lelkes fogadtatásra, mindössze két cég, a szkennereket gyártó Barneyscan, és az Adobe mutatott érdeklődést a program iránt. John és Thomas Knoll programjának korai verziói Barneyscan XP néven, a hardver mellé járó szoftvercsomag részeként kerültek forgalomba.
Végleges otthonra az Adobe-nál találtak, a Photoshop 1.0-s, kizárólag Macintosh platformra fejlesztett verziója 1990 februárjában ott jelent meg. 1991-ben került piacra a 2.0-s, majd 1992-ben a 2.5-ös verzió. Utóbbi volt az első Photoshop, amely már Windows platformon is futott. 1993-ban jelent meg a program 3.0-s, 1996-ban a 4.0-s, 1998-ban az 5.0-s, 1999-ben az 5.5-ös, 2000-ben a 6.0-s, 2001-ben a 7.0-s, 2003-ban a CS (8.0), 2005-ben a CS2 (9.0), 2007-ben a CS3 (10.0), 2008-ban a CS4 (11.0) változata. 2007 áprilisától a szoftver egyszerre két változatban (sima, illetve Extended) kapható. Az Extended verzió lehetőséget ad mozgóképek, animációk, valamint 3D-s képek rétegeinek szerkesztésére is.
A 4.0-s változattól kezdve a Photoshop magyar nyelvű kezelőfelülettel is elérhető.
A Photoshop 25.0-ás verzió kiadása óta elérhető az úgynevezett Generatív kitöltés, amely a mesterséges intelligenciát használja egy kép lehetséges módosításakor.
Érdekesség, hogy a Knoll testvérek a Photoshop nevet kizárólag munkanévnek szánták, arra számítva, hogy vevőjük – egy piackutatást követően – úgyis átkereszteli a programot. Az Adobe marketingesei hónapokat töltöttek felmérésekkel, végül maradtak a Photoshop elnevezésnél.

## Változatok
- Photoshop CC 2023 (25.0) – 2023. szeptember
- Photoshop CC 2022 (24.0) – 2022. október
- Photoshop CC 2021 (22.0) – 2020. október
- Photoshop CC 2020 (21.0) – 2019. november 4.
- Photoshop CC 2019 (20.0) – 2018. október 15.
- Photoshop CC 2018 (19.0) – 2017. október 18.
- Photoshop CC 2017 (18.0) – 2016. november 2.
- Photoshop CC 2015 (16.0, 17.0) – 2015. június 15.
- Photoshop CC 2014 (15.0) – 2014. június 18.
- Photoshop CC (14.0) – 2013. június 18.
- Photoshop CS6 (13.0) – 2012. május
- Photoshop CS5 (12.0) – 2010. április 12.
- Photoshop CS4 (11.0) – 2008. október 15.
- Photoshop CS3 (10.0) – 2007. április
- Photoshop CS2 (9.0) – 2005. május
- Photoshop CS (8.0) – 2003. október
- Photoshop 7.0
- Photoshop 6.0
- Photoshop 5.0
- Photoshop 4.0
- Photoshop 3.0
- Photoshop 2.5
- Photoshop 2.0
- Photoshop 1.0 – 1990. február[3]

## Hardverkövetelmények
A szoftver a 2.5-s verziótól PC és Apple Macintosh környezetben egyaránt használható.
- 5. változat

Windows: Pentium vagy gyorsabb Intel processzor; 32MB RAM (64MB ajánlott); 80MB szabad hely a merevlemezen; Windows 95, Windows NT 4.0 vagy újabb; 8 bites videókártya (24 bit ajánlott)
Macintosh: 32 MB RAM (64 MB ajánlott); 80 MB szabad hely a merevlemezen; 8 bites videókártya (24 bit ajánlott)
- 5.5. változat

Windows: Pentium vagy gyorsabb Intel processzor; 64MB RAM (96 MB ajánlott); 125MB szabad hely a merevlemezen; Windows 95, Windows 98, Windows NT 4.0 vagy újabb; 8 bites videókártya (24 bit ajánlott)
Macintosh: 64 MB RAM (96 MB ajánlott); 125 MB szabad hely a merevlemezen; 8 bites videókártya (24 bit ajánlott)
- 6. változat

Windows: Pentium processzor, 64 MB RAM, 125 MB HDD Windows 98, Windows NT 4 SP 4 vagy újabb,
Macintosh: PowerPC processzor, 64 MB RAM, 125 MB HDD Mac OS 8.5 vagy újabb.
- 7. változat

Windows: Pentium III processzor, 128 MB RAM, 320 MB HDD Windows 98, Windows NT 4 SP 6 vagy újabb,
Macintosh: PowerPC G3 processzor, 128 MB RAM, 320 MB HDD Mac OS 9.1.
- 8. azaz CS változat

Windows: Pentium III processzor, 192 MB RAM, 320 MB HDD Windows 2000 SP3 vagy újabb,
Macintosh: PowerPC G3 processzor, 192 MB RAM, 320 MB HDD Mac OS 10.2.4 vagy újabb.
- 9. azaz CS2 változat

Windows: Pentium III processzor, 320 MB RAM, 280 MB HDD Windows 2000 SP4 vagy újabb,
Macintosh: PowerPC G3 processzor, 320 MB RAM, 280 MB HDD Mac OS 10.2.8 vagy újabb.
- 10. azaz CS3 változat

Windows: Pentium IV, Centrino, Xeon, vagy Core Duo (illetve ezekkel kompatibilis) processzor, 512MB RAM, 64MB videomemória, 1GB terület a merevlemezen a program számára, 1024x768-as monitorfelbontás, 16 bites videókártya, DVD-ROM meghajtó, Windows XP SP2 vagy Vista (Home Premium, Business, Ultimate, vagy Enterprise).
Macintosh: PowerPC G4 vagy G5, illetve többmagos Intel processzor, 512MB RAM, 64MB videomemória, 1GB terület a merevlemezen a program számára, 1024x768-as monitorfelbontás, 16 bites videókártya, DVD-ROM meghajtó, Mac OS X v.10.4.8 vagy újabb.
- 11. azaz CS4 változat

Windows: 1,8 GHz (vagy gyorsabb) processzor, minimum 512MB RAM (1GB az ajánlott), 64MB videomemória, 1GB terület a merevlemezen a program számára, minimum 1024x768-as monitorfelbontás (1280x800 az ajánlott), 16 bites videókártya, DVD-ROM meghajtó, Windows XP SP2 (SP3 ajánlott) vagy Windows Vista (Home Premium, Business, Ultimate vagy Enterprise) az SP1-es szervizcsomaggal, széles sávú internetkapcsolat.
Macintosh: PowerPC G5, illetve többmagos Intel processzor, minimum 512MB RAM (1GB az ajánlott), 64MB videomemória, 2GB terület a merevlemezen a program számára, 1024x768-as monitorfelbontás (1280x800 az ajánlott), 16 bites videókártya, DVD-ROM meghajtó, Mac OS X v10.4.11–10.5.4, széles sávú internetkapcsolat.
- 12. azaz CS5 változat

Windows: Intel Pentium vagy AMD Athlon processzor; 1GB RAM; 1GB szabad hely a merevlemezen; Windows XP (SP3), Windows Vista Home Premium, Business, Ultimate vagy Enterprise (SP1, de SP2 ajánlott), Windows 7; 1024x768-as monitorfelbontás (1280x800 ajánlott); 256MB-os videókártya
Macintosh: Többmagos Intel processzor; 1GB RAM; 2GB szabad hely a merevlemezen; 1024x768-as monitorfelbontás (1280x800 ajánlott)
- 13. azaz CS6 változat

Windows: Intel Pentium vagy AMD Athlon processzor; 1GB RAM; 1GB szabad hely a merevlemezen; Windows 7 SP1, Windows 8; 1024x768-as monitorfelbontás (1280x800 ajánlott); 256MB-os videókártya (512MB ajánlott)
Macintosh: Többmagos Intel processzor; 1GB RAM; 2GB szabad hely a merevlemezen; 1024x768-as monitorfelbontás (1280x800 ajánlott)

## Photoshop Elements
A professzionális változat mellett elkészítették az amatőröknek szánt Elements változatot is. A leglényegesebb különbség, hogy ez nem képes nyomdai feldolgozásra alkalmas négyszínű (CMYK) módban dolgozni.
A kezelőfelület két önálló része a képszerkesztő (Editor) és a szervező (Organizer). Ez utóbbival teremthető rend a merevlemez képi, video- és zenei állományai között, amelyek külön mappákba rendezhetők. A szervező figyelemmel kíséri a meghatározott mappákban tárolt fájlok változásait is. A képek archiválhatók merevlemezre, CD-re, DVD-re. A szervezőből indítható a képszerkesztő, de készíthető diavetítés, videoCD, fotóalbum, üdvözlőkártya, naptár, web-fotogaléria vagy postai lap is.

## Photoshop Lightroom
Profi és amatőr fényképészek számára kifejlesztett képszerkesztő alkalmazás, amely anélkül biztosít gyors képszerkesztési lehetőségeket, hogy folyamatosan újabb és újabb technikákat kelljen elsajátítania a fényképészeknek.
A program valahol az Elements és a Photoshop program közé tehető felhasználási lehetőségek szempontjából.